# Karel Riedl
Karel Riedl (7. ledna 1882 Hranice – 27. února 1951) byl československý politik, meziválečný poslanec a senátor Národního shromáždění.

## Biografie
Během studií v Praze pracoval v notářské kanceláři. Byl tehdy rovněž redaktorem listu České slovo. Po dokončení studií působil v národní radě v Místku, později v Brně. Od roku 1909 zastával funkci tajemníka moravského odboru Národní rady české v Brně. Za světové války pracoval v Úřednickém peněžním ústavě v Brně. V období let 1916–1918 vykonával aktivní vojenskou službu v Albánii jako ředitel kanceláře.
Za první republiky nastoupil do administrativy města Brno. Řídil bytový referát, od roku 1919 byl přednostou městského sociálního ústavu. Zasedal v zastupitelstvu Brna. Od roku 1920 vykonával úřad magistrátního tajemníka, později vrchního magistrátního rady. Byl předsedou Obce úřednické a zřízenecké v Brně. Podle údajů k roku 1926 byl povoláním úředníkem v Brně.
Po parlamentních volbách v roce 1925 získal za Československou stranu národně socialistickou poslanecké křeslo v Národním shromáždění.
Pak přešel do horní komory parlamentu. V parlamentních volbách v roce 1929 získal senátorské křeslo v Národním shromáždění. Mandát obhájil v parlamentních volbách v roce 1935. V senátu setrval do jeho zrušení roku 1939, přičemž krátce předtím, v prosinci 1938, ještě přestoupil do nově založené Strany národní jednoty.
Po druhé světové válce již byl těžce nemocen. Roku 1948 odešel do penze.